# 306
El 306 (CCCVI) fou un any comú començat en dimarts del calendari julià.

## Esdeveniments
- Inici del regnat de Constantí I el Gran.[1]
- Constantí proclama la tolerància vers els cristians en tots els seus territoris.[2]
- Es proclama el celibat obligatori entre la jerarquia de l'església
- Construcció de l'església de Santa Maria de Lisboa